# Gone from Danger
Gone from Danger è un album in studio della cantante statunitense Joan Baez, pubblicato nel 1997.

## Tracce
1. No Mermaid (Sinéad Lohan) - 4:22
2. Reunion Hill (Richard Shindell) - 4:08
3. February (Dar Williams) - 5:49
4. Crack in the Mirror (Betty Elders) - 4:11
5. If I Wrote You (Dar Williams) - 4:46
6. Fishing (Richard Shindell) - 3:28
7. Lily (Joan Baez/Wally Wilson/Kenny Greenberg) - 3:52
8. Who Do You Think I Am (Sinéad Lohan) - 4:02
9. Mercy Bound (Mark Addison) - 4:51
10. Money for Floods (Richard Shindell) - 3:32